# Яссін Ель-Харрубі
Яссін Ель-Харрубі (араб. ياسين الخروبي, фр. Yassine El Kharroubi, нар. 29 березня 1990, Дре) — марокканський футболіст, воротар клубу «Відад» (Касабланка) та національної збірної Марокко.

## Клубна кар'єра
Ель-Харрубі народився у Франції в родині батьків марокканського походження. Розпочав грати у футбол у клубі з рідного міста. У 14 років він переїхав до академії клубу «Шартр»., а наступного 2005 року потрапив в академію «Генгама». У сезоні 2008/09 він почав грати в резервній команді цього клубу в аматорській лізі Франції.
14 вересня 2010 року Яссін дебютував за першу команду «Генгама» в матчі третього французького дивізіону проти «Бастії» (0:2). За підсумками сезону 2010/11 він зіграв 4 матчі і допоміг команді підвищитись у Лігу 2, проте сам залишився у третьому дивізіоні, де по сезону провів у клубах «Кевії» та «Бур-ан-Бресс Перонна».
У липні 2013 року Яссін відправився на історичну батьківщину, ставши гравцем марокканського клубу МАС (Фес), але провів там лише півроку, після чого повернувся до Європи, ставши гравцем «Рапіда» (Бухарест). Так і не дебютувавши у румунській команді, влітку 2014 року уклав контракт з болгарським ЦСКА (Софія), де також так і не провів жодного гри за першу команду і незабаром став гравцем клубу другого болгарського дивізіону «Верея». Дебютував за новий клуб 20 вересня 2014 року в домашньому матчі проти «Локомотива» (Горна-Оряховиця) (2:3) і виступав у ньому протягом одного сезону.
З 2015 року два сезони захищав кольори команди клубу «Локомотив» (Пловдив) з вищого дивізіону Болгарії. Він дебютував 1 серпня 2015 року в грі проти «Ботєва» (1:1) і в подальшому здебільшого виходив на поле в основному складі команди.
29 липня 2017 року Ель-Харрубі підписав трирічний контракт з марокканським «Відадом» (Касабланка).

## Виступи за збірні
Протягом 2011—2012 років залучався до складу молодіжної збірної Марокко, з якою став фіналістом Молодіжного чемпіонату Африки (U-23) 2011 року. На молодіжному рівні зіграв у 4 офіційних матчах, пропустив 3 голи.
27 травня 2016 року дебютував в офіційних матчах у складі національної збірної Марокко у дружньому матчі проти збірної Конго (1:0). Наступного року у складі збірної був учасником Кубка африканських націй 2017 року у Габоні, але не зіграв у жодному із чотирьох матчів Марокко на турнірі.